# 近鉄生駒線
生駒線（いこません）は、奈良県北葛城郡王寺町の王寺駅から奈良県生駒市の生駒駅までを結ぶ近畿日本鉄道（近鉄）の鉄道路線。
奈良県西部にある生駒山地の東側を走る。沿線には住宅地が広がり大阪・奈良への通勤路線となっている。正式な起点は王寺駅だが、列車運行上は生駒駅から王寺駅へ向かう列車が下り、逆方向が上りとなっている。
PiTaPa・ICOCA・Suicaなどの全国相互利用サービスのIC乗車カードが使用できる。また、以前はスルッとKANSAI対応カードおよびJスルーカードにも対応していた。

## 路線データ
- 路線距離（営業キロ）：12.4 km
- 軌間：1435mm
- 駅数：12駅（起終点駅含む）
- 複線区間：東山駅 - 萩の台駅間、南生駒駅 - 生駒駅間
- 電化区間：全線電化（直流1500V）
- 閉塞方式：自動閉塞式
  - 交換駅（単線区間）：平群駅、信貴山下駅
- 最高速度：65 km/h[1]

全線、大阪統括部（旧上本町営業局）の管轄である。

## 沿線概況
生駒山地と矢田丘陵に挟まれた場所を、ほぼ国道168号および竜田川に沿って走っている。生駒駅では奈良線・けいはんな線が乗り入れ、生駒鋼索線（生駒ケーブル）の鳥居前駅が近接している。
生駒線は専用ホームの5・6番のりばから発車している。駅を出てすぐに右にカーブして南下を始め直進する。しばらくすると高架になり、国道168号のバイパスと竜田川との交点にある菜畑駅から竜田川の左岸を走る。高架を下って住宅地が広がる中を進み、一分駅を過ぎると第二阪奈有料道路をくぐり、南生駒駅に到着する。南生駒駅から次の萩の台駅まで単線で、そこから再び複線になり、次の東山駅からは再び単線になる。東山駅は掘削部にホームが設置されており、東山駅を出ると下り勾配が続く。トンネルを3つ過ぎると急カーブが続くようになり、渓谷の中を走るようになり元山上口駅に到着する。萩の台駅 - 元山上口駅間は輸送改善工事により新線に切り替えられており、東山駅も移設されている。この際に路線総延長が12.6kmから12.4kmとなった。
その後、平群町の中心駅、平群駅に到着し、ここで列車交換を行う。次は、在原業平の和歌で知られる竜田川を渡ると竜田川駅に到着し、右にカーブして新興住宅地の中にある勢野北口駅・信貴山下駅と続く。信貴山下駅は三郷町の中心駅で、奈良側からの信貴山への入り口として、かつて東信貴鋼索線（東信貴ケーブル）が接続していたが1983年に廃止されており、その廃線跡の一部は道路に転用されている。
信貴山下駅を出発すると左に大きくカーブし、大和川を渡って関西本線（大和路線）や和歌山線、田原本線新王寺駅との乗換駅である終点の王寺駅に到着する。

## 運行形態
王寺駅 - 生駒駅間の全線運転列車が基本的には1時間に3本運転されており、朝夕時間帯に全線運転列車が毎時4本（正確には最大13.3分間隔）運転されるほか、東山駅 - 生駒駅間の区間運転がある。全列車が各駅に停車し、通過駅を伴う列車の運行はない。
2004年3月18日から全列車でワンマン運転を実施している（20m車両4両編成によるワンマン運転は近鉄初、かつ唯一である）。過去には車庫があった南生駒駅発着の列車もあったが、1987年9月のダイヤ変更で萩の台駅発着となり、1993年の東山駅の移設後に実施したダイヤ変更（1994年3月）以後は東山駅発着となった。
運転本数に関しては2020年3月14日変更のダイヤでは、王寺駅 - 生駒駅間の全線運転列車は平日ダイヤで1日70往復、土休ダイヤで1日68往復、東山駅 - 生駒駅間の区間運転列車は平日ダイヤの朝方に6往復、夕方から夜間に3往復、土休ダイヤの朝方、夕方から夜間にそれぞれ2往復運転されている。東山駅 - 王寺駅間の単線区間では平群駅で一部列車を除き列車交換が行われる「ネットダイヤ」を形成している。
2017年10月23日の台風21号による勢野北口駅 - 竜田川駅間の土砂災害以降、同区間の一部で徐行運転が行われていた。この区間は単線であり、従来約15分間隔、1時間に4本を基本とするダイヤで運転されていた。2017年10月25日に運転は再開されたが、被害による徐行のため遅延が常態化し、15分間隔の運行が維持できなくなった。このことから、同年11月6日より、東山駅 - 王寺駅間は約20分間隔、1時間に3本運転（一部時間帯は4本）を基本とする臨時ダイヤに変更された。また、このダイヤ変更でそれまでは運行されていなかった平日夕方や土休日朝夕にも、東山駅発着の区間運転列車が設定された。2018年3月17日のダイヤ変更でもこの運行形態が継承されている。臨時ダイヤの詳細は「1988年からの近畿日本鉄道ダイヤ変更#2017年（未実施）」を参照。
2020年3月14日のダイヤ変更から、勢野北口駅 - 竜田川駅間の一部での徐行運転を終了し、朝夕時間帯の生駒駅 - 王寺駅間の列車を毎時4本運転としている。
大晦日から元旦にかけての終夜運転は、2000年代以降は生駒駅 - 王寺駅間に普通を60分間隔で運転しているが、2009年12月31日から2010年1月1日にかけての終夜運転では、2010年が「寅年」で信貴山朝護孫子寺への初詣客が例年より多くなることが予想されたことから、例年よりやや多い10往復が運転された。
2022年5月16日には生駒線・旧東信貴鋼索線開業100周年を記念して王寺駅 - 大阪上本町駅間で臨時急行（生駒線内は各駅停車）が1往復運転された。

## 車両
- 1021系・1031系 （1020系・1026系のワンマン改造車両）

### 運用
車両の出入りは生駒駅の西側にある奈良線との連絡線を使用し、奈良線の上り本線で折り返して西大寺検車区に回送されている。土休日ダイヤの深夜帯に、当線運用後の回送列車を活用した普通列車（車掌乗務）が奈良線生駒駅→大和西大寺駅間に1本設定されている。ワンマン回送列車待避用として奈良線東生駒駅の4両編成停止位置付近にカーブミラーが設置されている。

### 変遷
ワンマン化される前の生駒線は、1988年までは田原本線と共に820系、800系、400系といった中型車で運行されていた。1984年からは支線区の冷房化率向上の一環で冷房改造された8000系2両編成の併用を開始し、1989年からはVVVF制御車の1230系（奈良線系統用は1233系）を同線に集中投入して中型車を完全に置き換えた。1233系の運行開始に際しては当時奈良線系統に所属する在来車の連結器高さが同系や大阪線等他線区の車両と異なるため（他線は880mmだが奈良線のみ800mm）、これらの連結器高さが揃うまでの間は連結時に運用上制約の生じる編成（8000系・8400系・8600系・8800系および8810系の4両編成車、900系および9000系の2両編成車）を同線へ優先的に投入した。
1992年からは8000系列の4両編成車をラッシュ時間帯に併用開始。1996年のダイヤ変更からはそれまで早朝深夜帯に残存していた2両編成による運転が廃止されて終日4両編成による運転とされた。
なお、2001年3月ダイヤ変更から2003年3月ダイヤ変更までの間には、昼間時間帯における輸送力適正化の一環として一部列車が3両編成で運転され、8000系・8400系3両編成車を主体として使用された。
また2018年5月7日から7月頃まで車両不具合による1021系・1031系の不足のため、8810系が午後から夜間にかけて運用に入ったことがある。その際、ドアの開閉は運転士が行い、車内放送は後ろに乗車した乗務員が行った。

## 歴史
信貴山朝護孫子寺への参詣鉄道として、信貴生駒電気鉄道が王寺駅 - 山下駅（現在の信貴山下駅）間の鉄道と山下駅 - 信貴山駅間の鋼索線（のちの東信貴鋼索線。1983年廃止）を開業させたのが始まり。生駒まで全通したのは1927年である。信貴生駒電気鉄道改め信貴生駒電鉄は王寺駅 - 枚方駅間を結ぶ計画を持っており、1929年私市駅 - 枚方東口駅（現在の枚方市駅）間に枚方線を開業させたが、これはのちに交野電気鉄道を経て京阪交野線となった。生駒駅 - 私市駅間は地形が複雑で勾配がきついことから、建設を断念した（のちに国道168号が建設された）。王寺駅 - 生駒駅間が近鉄の路線となったのは1964年のことである。
- 1922年（大正11年）5月16日：信貴生駒電気鉄道 王寺駅 - 山下駅（現在の信貴山下駅）間、鋼索線山下駅 - 信貴山駅間が開業。
- 1925年（大正14年）11月6日：信貴生駒電鉄に信貴生駒電気鉄道の路線全線を譲渡。
- 1926年（大正15年）
  - 10月21日：信貴生駒電鉄 山下駅 - 元山上口駅間が開業。
  - 11月1日：竜田川駅が臨時駅として開業。
- 1926年（昭和元年）12月28日：信貴生駒電鉄 元山上口駅 - 仮新生駒駅間が開業。
- 1927年（昭和2年）
  - 4月1日：信貴生駒電鉄 仮新生駒駅 - 生駒駅[6][7] 間が開業。仮新生駒駅が廃止。菜畑駅が開業。
  - 9月21日：茸山駅が臨時駅として開業。
- 1930年（昭和5年）12月19日：竜田川駅が常設駅となる。
- 1935-37年（昭和10-12年）：菜畑駅が新生駒駅に改称[6]。
- 1939年（昭和14年）以前：新生駒駅が菜畑駅に再改称[6]。
- 1951年（昭和26年）
  - 9月10日：山下駅が信貴山口駅に、茸山駅が常設駅となり東山駅に改称。
  - 11月20日：勢野北口駅が開業。
- 1956年（昭和31年）
  - 9月10日：信貴山口駅が信貴山下駅に改称。
  - 12月13日：生駒線の生駒駅が奈良線の駅に統合[6]。
- 1964年（昭和39年）10月1日：近畿日本鉄道が信貴生駒電鉄を合併。生駒線・東信貴鋼索線となる。
- 1969年（昭和44年）
  - 9月21日：架線電圧が600Vから1500Vに昇圧。
  - 11月7日：自動列車停止装置 (ATS) 使用開始。
- 1977年（昭和52年）7月31日：菜畑駅 - 南生駒駅間が複線化。
- 1980年（昭和55年）4月23日：萩の台駅が開業。
- 1983年（昭和58年）9月1日：東信貴鋼索線 信貴山下駅 - 信貴山駅間が廃止。
- 1992年（平成4年）12月13日：菜畑付近が高架化。
- 1993年（平成5年）
  - 1月29日：元山上口駅 - 萩の台駅間が線路移設され、0.2km短縮。東山駅が移設。
  - 3月17日：東山駅 - 萩の台駅間が複線化。
- 1994年（平成6年）2月10日：菜畑駅 - 生駒駅間が複線化[8][9]。
- 2001年（平成13年）
  - 2月1日：各駅でスルッとKANSAI対応カードの取り扱い開始。
  - 3月22日：日中の一部列車が3両編成（8000系・8400系の3連を充当）となる。
  - 10月14日：各駅でJスルーカードの取り扱い開始。
- 2003年（平成15年）3月6日：再び全列車が4両編成となる。
- 2004年（平成16年）3月18日：ワンマン運転開始。
- 2007年（平成19年）4月1日：各駅でPiTaPa・ICOCAの取り扱い開始。
- 2009年（平成21年）3月1日：Jスルーカードの自動改札機・のりこし精算機での取り扱いを終了[10]。
- 2017年（平成29年）
  - 10月22日：台風21号による竜田川駅 - 勢野北口駅間での土砂災害の影響で全線が運転見合わせ[11]。
  - 10月23日：生駒駅 - 東山駅間が運転再開[12]。
  - 10月25日：東山駅 - 王寺駅間が運転再開[13]。
- 2022年（令和4年）5月17日：王寺駅で生駒線・旧東信貴鋼索線開業100周年記念式典が行われ、王寺駅 - 大阪上本町駅間に臨時急行を運行[4][14]。

## 駅一覧
- 運行系統上の下り方向に記述。『鉄道要覧』では起点を王寺駅としている。
- 全駅奈良県内に所在。
- 線路 … ||：複線区間、◇：単線区間（列車交換可能）、｜：単線区間（列車交換不可）、∨：ここより上は複線・下は単線、∧：ここより上は単線・下は複線、▽：ここより上は複線・下は単線および生駒発着列車のみ交換可能

| 駅番号 | 駅名                                     | 駅間キロ | 営業キロ | 接続路線                                                                                          | 線路 | 所在地          | 所在地          |
| ------ | ---------------------------------------- | -------- | -------- | ------------------------------------------------------------------------------------------------- | ---- | --------------- | --------------- |
| G17    | 生駒駅                                   | -        | 0.0      | 近畿日本鉄道：A 奈良線 (A17)・C けいはんな線 (C27)、Y 生駒鋼索線 …鳥居前駅 (Y17)                  | \|\| | 生駒市          | 生駒市          |
| G18    | 菜畑駅                                   | 1.2      | 1.2      |                                                                                                   | \|\| | 生駒市          | 生駒市          |
| G19    | 一分駅                                   | 1.1      | 2.3      |                                                                                                   | \|\| | 生駒市          | 生駒市          |
| G20    | 南生駒駅                                 | 1.2      | 3.5      |                                                                                                   | ∨    | 生駒市          | 生駒市          |
| G21    | 萩の台駅                                 | 1.0      | 4.5      |                                                                                                   | ∧    | 生駒市          | 生駒市          |
| G22    | 東山駅 （近畿大学奈良病院 菊美台住宅地） | 0.9      | 5.4      |                                                                                                   | ▽    | 生駒市          | 生駒市          |
| G23    | 元山上口駅                               | 1.3      | 6.7      |                                                                                                   | ｜   | 生駒郡          | 平群町          |
| G24    | 平群駅                                   | 1.2      | 7.9      |                                                                                                   | ◇    | 生駒郡          | 平群町          |
| G25    | 竜田川駅                                 | 1.4      | 9.3      |                                                                                                   | ｜   | 生駒郡          | 平群町          |
| G26    | 勢野北口駅                               | 1.4      | 10.7     |                                                                                                   | ｜   | 生駒郡          | 三郷町          |
| G27    | 信貴山下駅                               | 0.8      | 11.5     |                                                                                                   | ◇    | 生駒郡          | 三郷町          |
| G28    | 王寺駅                                   | 0.9      | 12.4     | 近畿日本鉄道：I 田原本線 (I43) …新王寺駅 西日本旅客鉄道： 関西本線（大和路線: JR-Q31）・ 和歌山線 | ∧    | 北葛城郡 王寺町 | 北葛城郡 王寺町 |

- 起終点の生駒駅、王寺駅以外の途中駅は全て無人駅。

### 過去の接続路線
- 信貴山下駅：近鉄東信貴鋼索線 - 1983年9月1日廃止

## 主要駅の乗降客数
2015年11月10日調査による主要駅の乗降客数は次の通り。
- 生駒 49,283人
- 一分 5,418人
- 南生駒 5,272人
- 東山 3,802人
- 平群 3,308人
- 信貴山下 3,187人
- 王寺 10,150人